# Atheris nitschei
Espèce
Synonymes
- Atheris woosnami Boulenger, 1906

Atheris nitschei est une espèce de serpents de la famille des Viperidae.

## Répartition
Cette espèce se rencontre :
- en Ouganda ;
- dans l'est de la République démocratique du Congo ;
- au Rwanda ;
- au Burundi ;
- en Tanzanie ;
- au Malawi ;
- en Zambie.

Elle est présente entre 1 500 et 3 000 m d'altitude.

## Description
Atheris nitschei mesure en moyenne 60 cm, et jusqu'à plus de 70 cm pour les plus gros spécimens, les femelles étant plus grandes que les mâles. Cette vipère est verte avec de petits motifs brun-noir principalement sur le dos. Elle vit dans les marais, prairies, forêts ou maquis. Elle fréquente les zones humides. C'est un serpent venimeux.

## Taxinomie
La sous-espèce Atheris nitschei rungweensis a été élevée au rang d'espèce par Broadley en 1998.

## Étymologie
Cette espèce est nommée en l'honneur de Hinrich Nitsche (1845-1902).

## Publication originale
- Tornier, 1902 : Herpetologisch Neues aus Deutsch-Ost-Afrika. Zoologische Jahrbücher. Abteilung für Systematik, Geographie und Biologie der Tiere, vol. 15, p. 578-590 (texte intégral).